# ليزا ماكسويل
ليزا ماكسويل (بالإنجليزية: Lisa Maxwell)‏ هي مقدمة تلفزيونية بريطانية، ولدت في 24 نوفمبر 1963 في Elephant and Castle ‏ في المملكة المتحدة.

## وصلات خارجية
- الموقع الرسمي
- ليزا ماكسويل على موقع IMDb (الإنجليزية)
- ليزا ماكسويل على موقع قاعدة بيانات الفيلم (الإنجليزية)